# مسجد الجمعة في محج قلعة
مسجد الجمعة أو يوسف بي جامع هو أحد المساجد في العاصمة الداغستانية محج قلعة. وهو من أكبر مساجد أوروبا. لقد بني مسجد محج قلعة على طراز «المسجد الأزرق» الشهير في إسطنبول.

## التاريخ
لؤلؤ عاصمة داغستان، مسجد «الجمعة» افتتح عام 1996 ، بُني هذا المسجد على المعونات التركية. يعتقد محمد رسول سعدويف، إمام وخطيب المسجد، أنه لا يوجد مثيل لمسجد محج قلعة في جميع أنحاء الاتحاد السوفياتي. في غضون عامين 2009- 2010، تم توسيع المسجد، والآن هو يتسع لـ 17 ألف مصلي.

## الصور

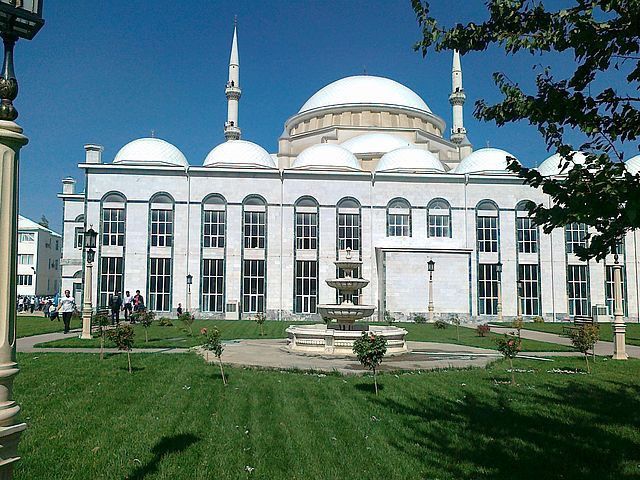
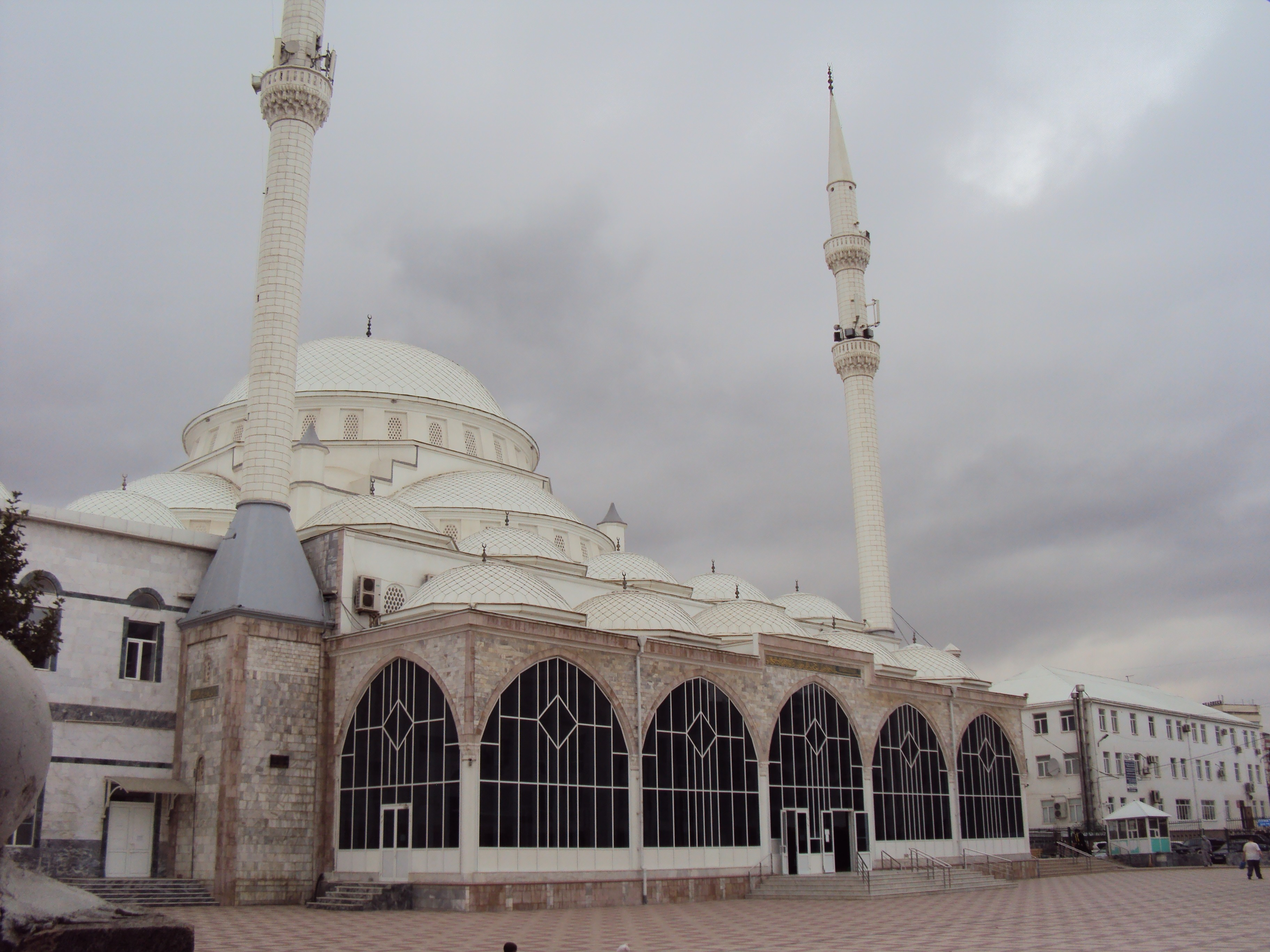
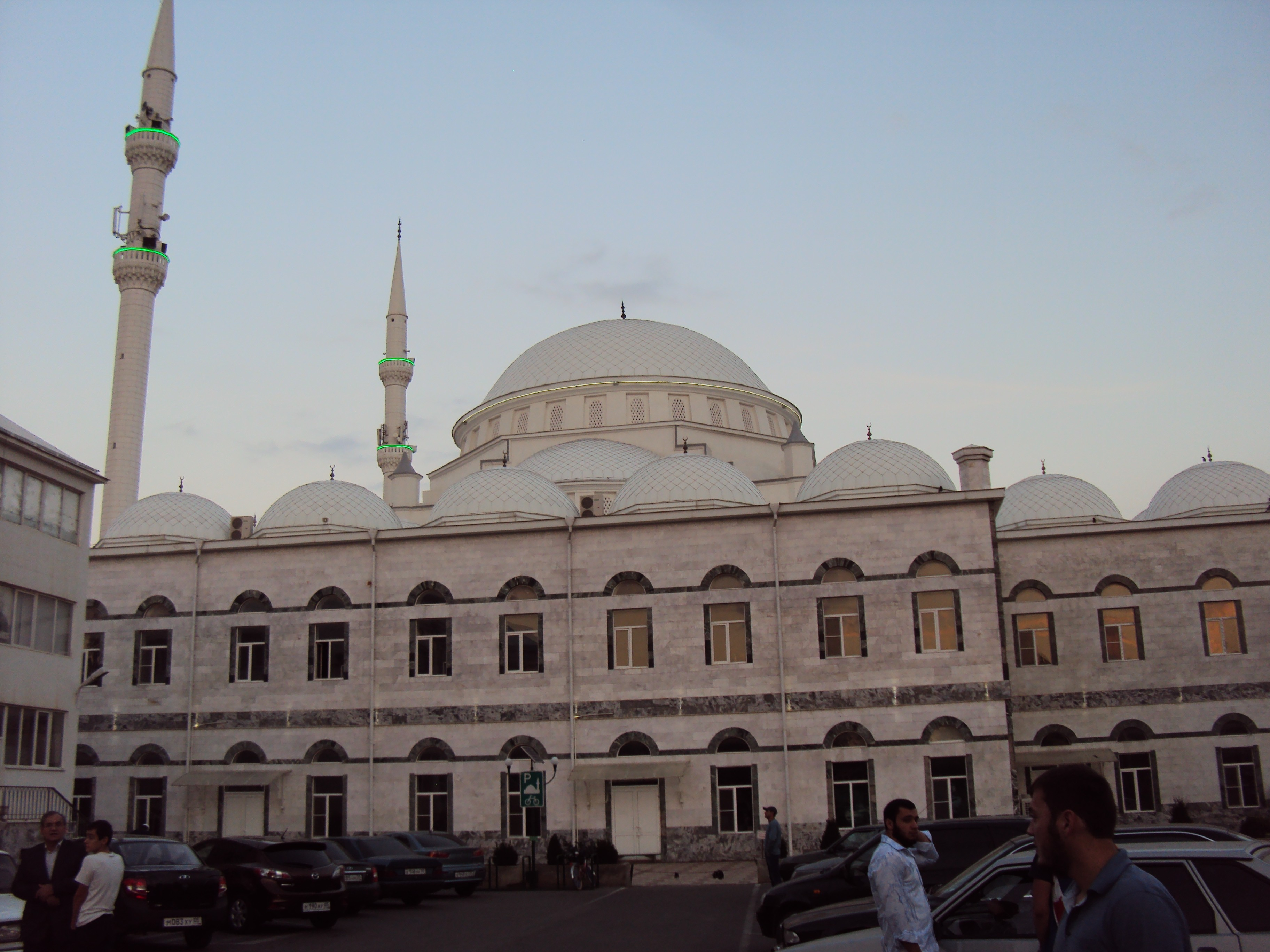
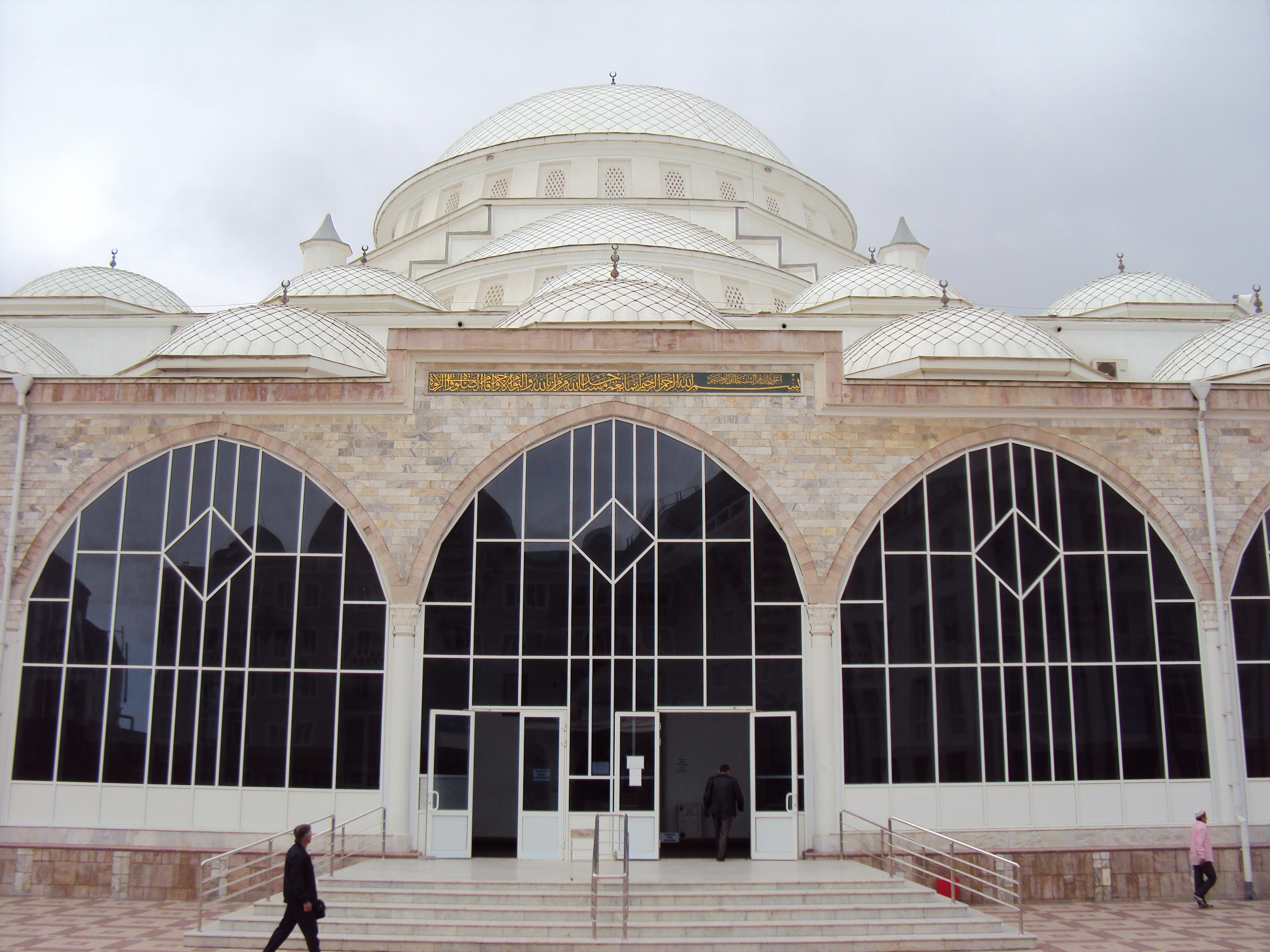
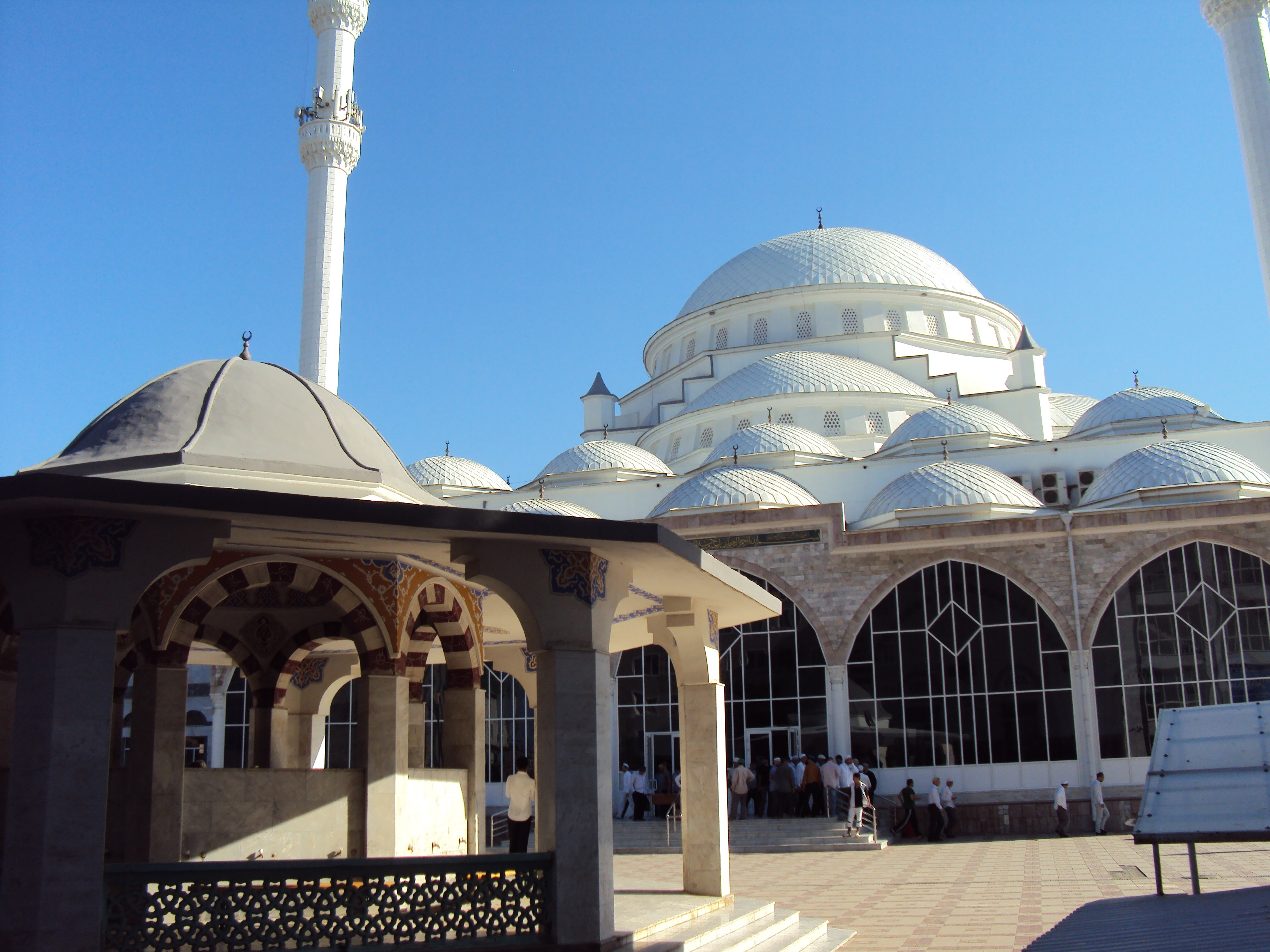
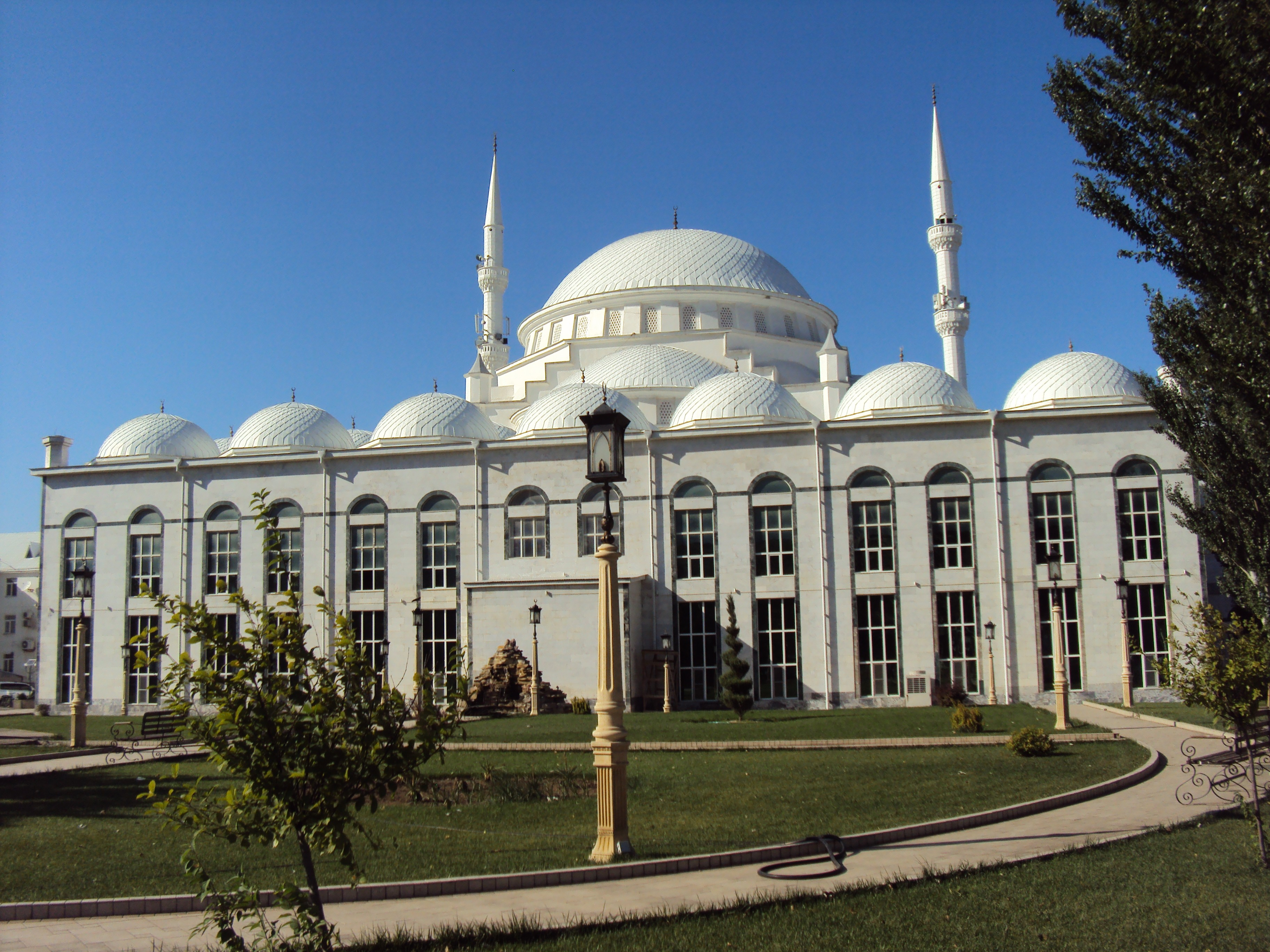
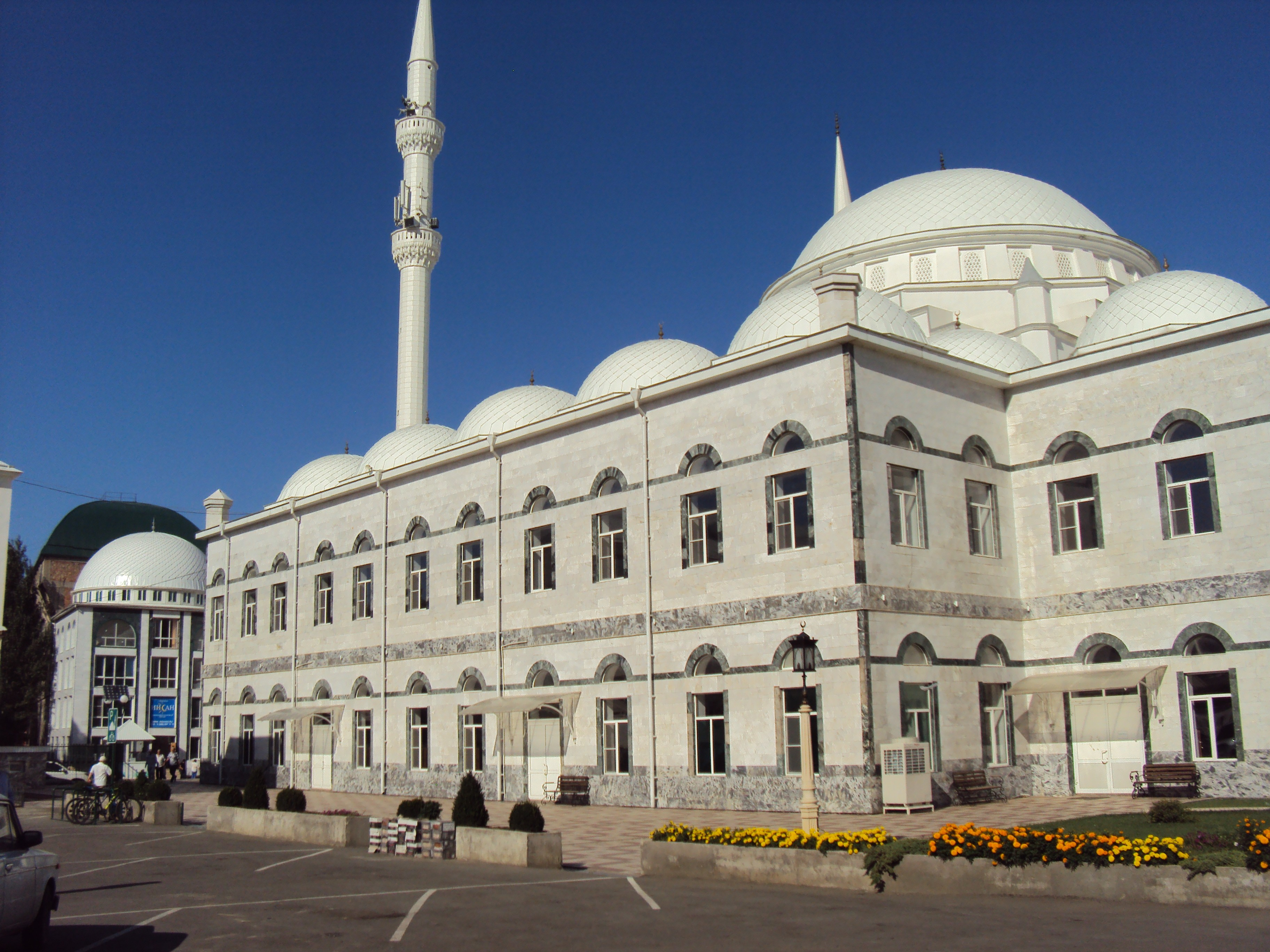
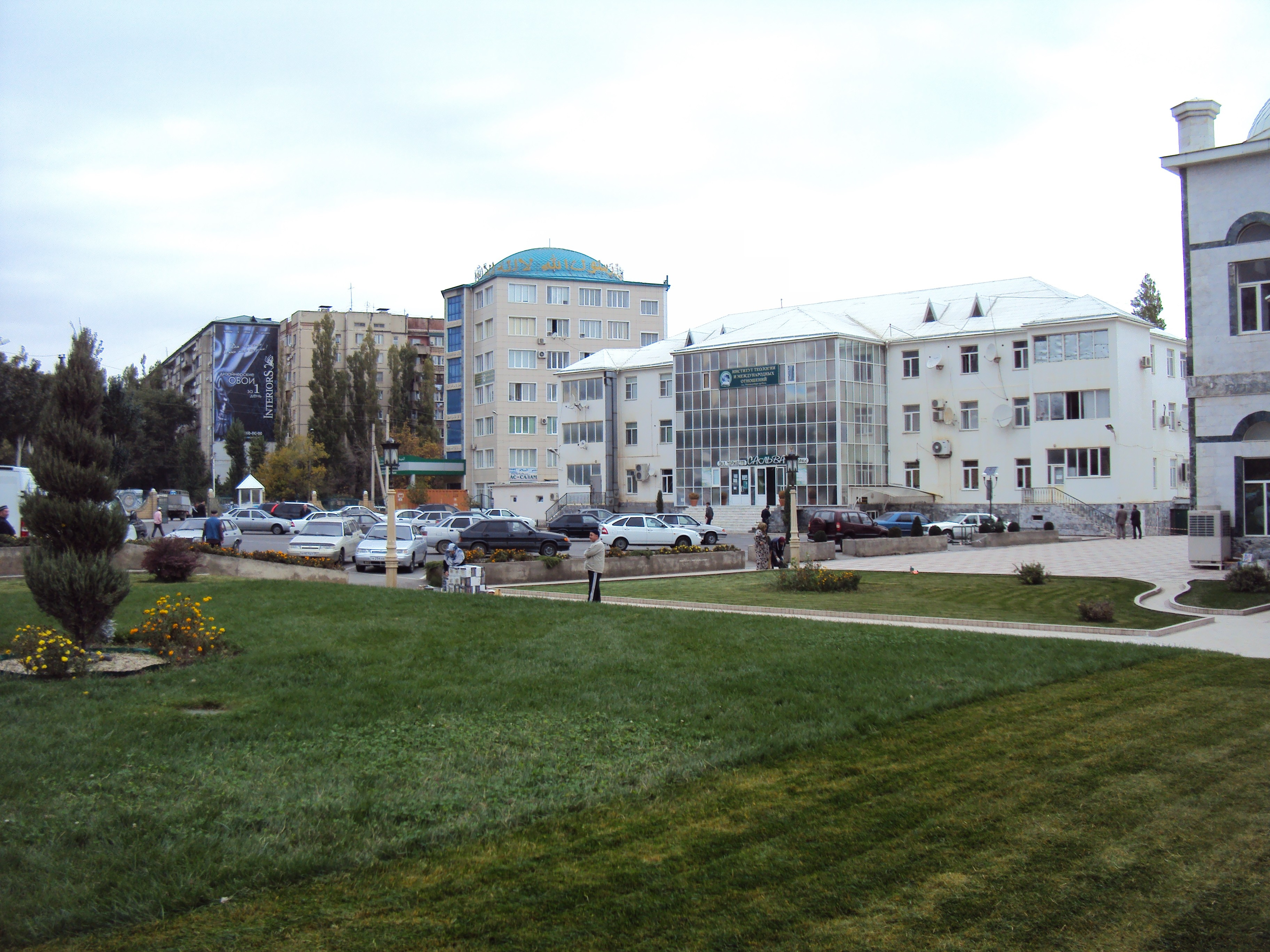
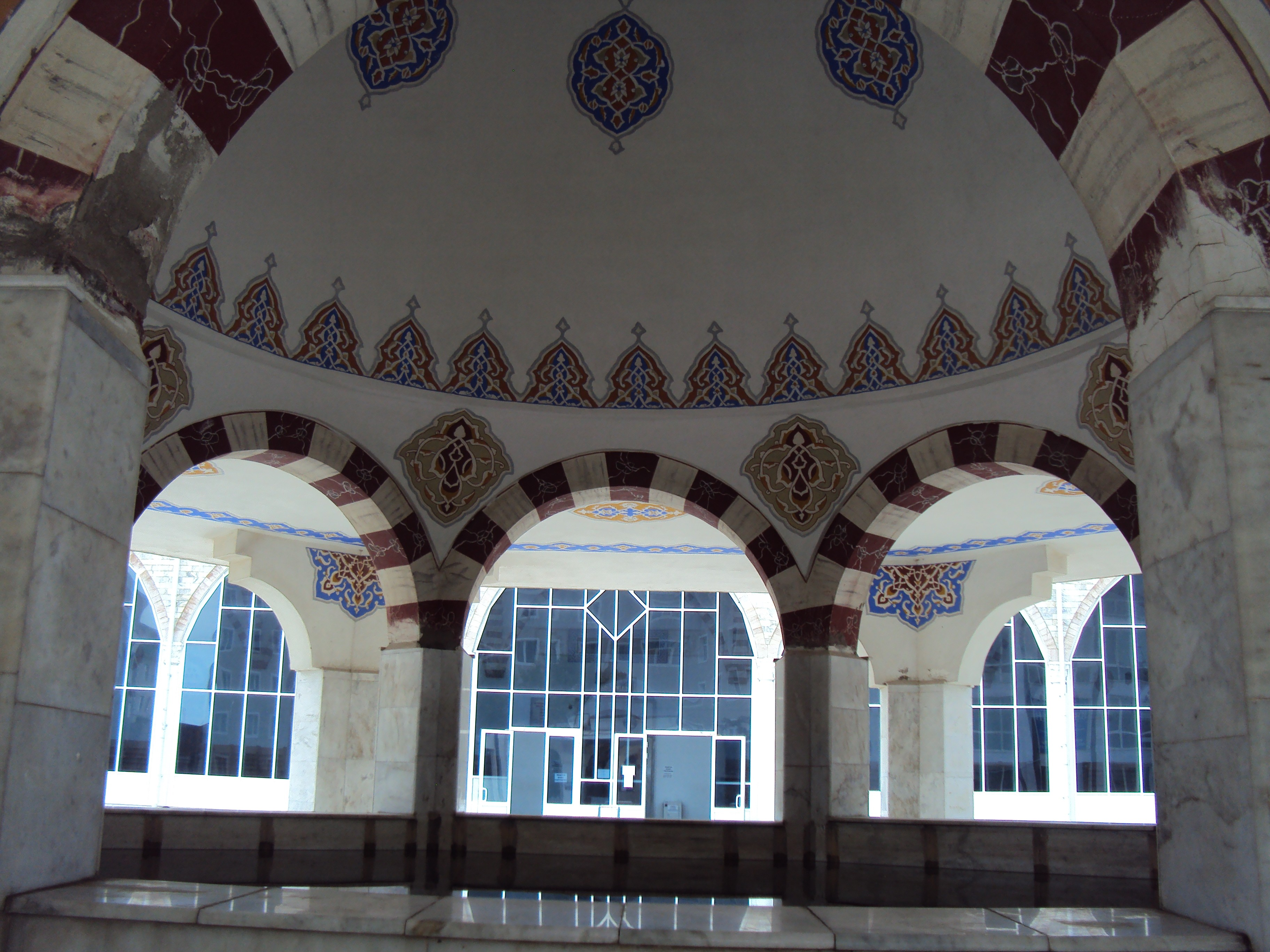
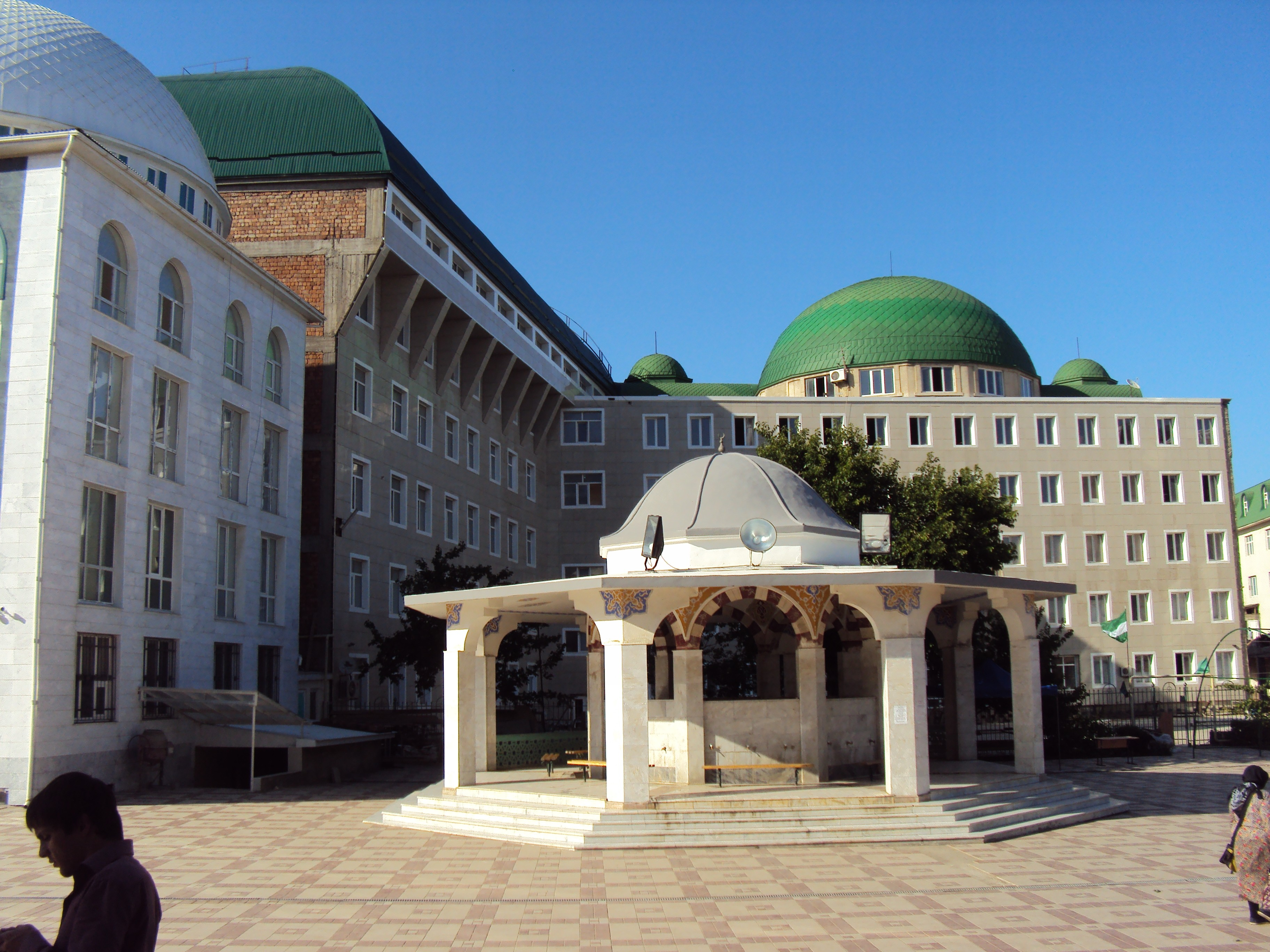
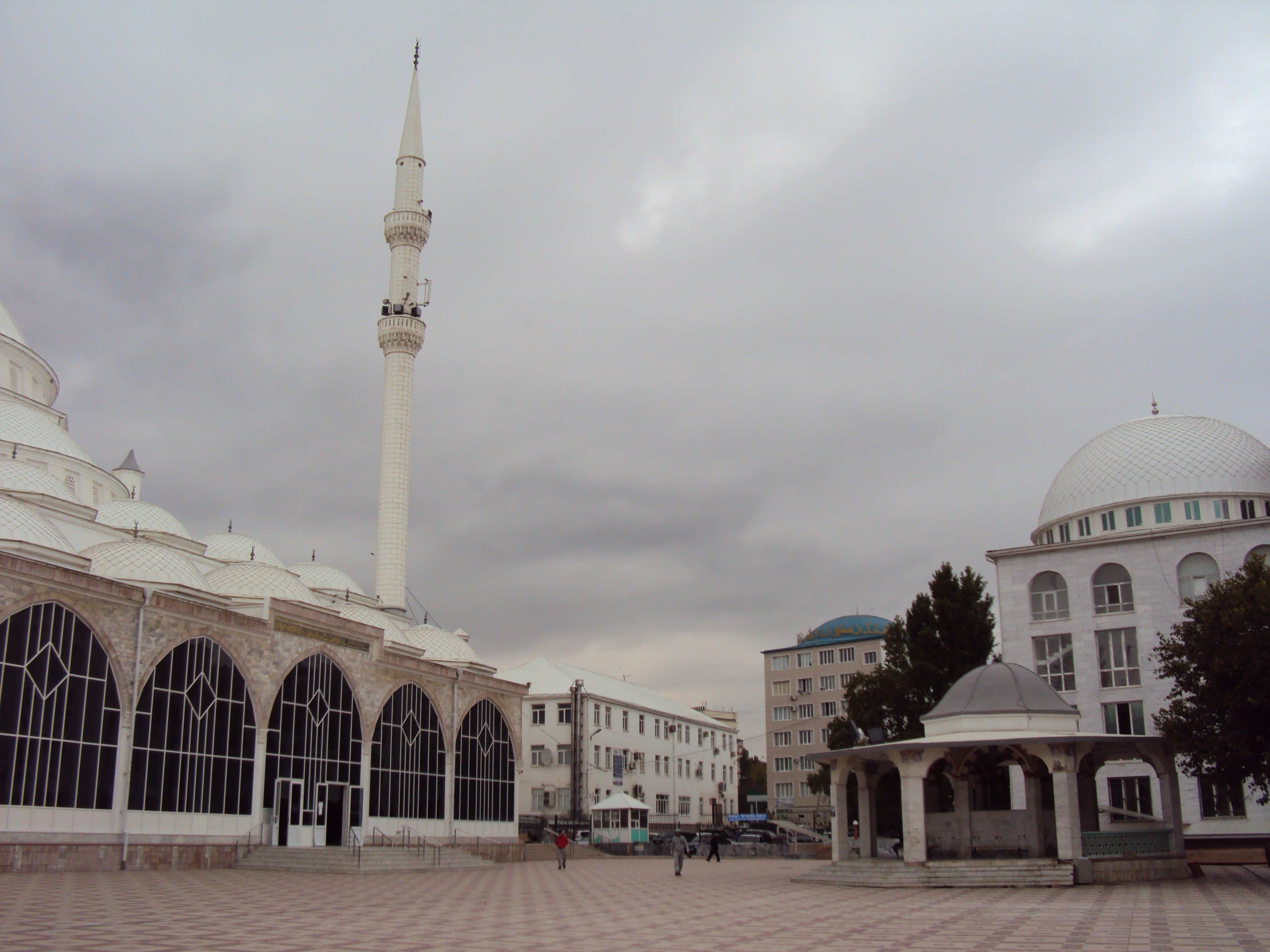
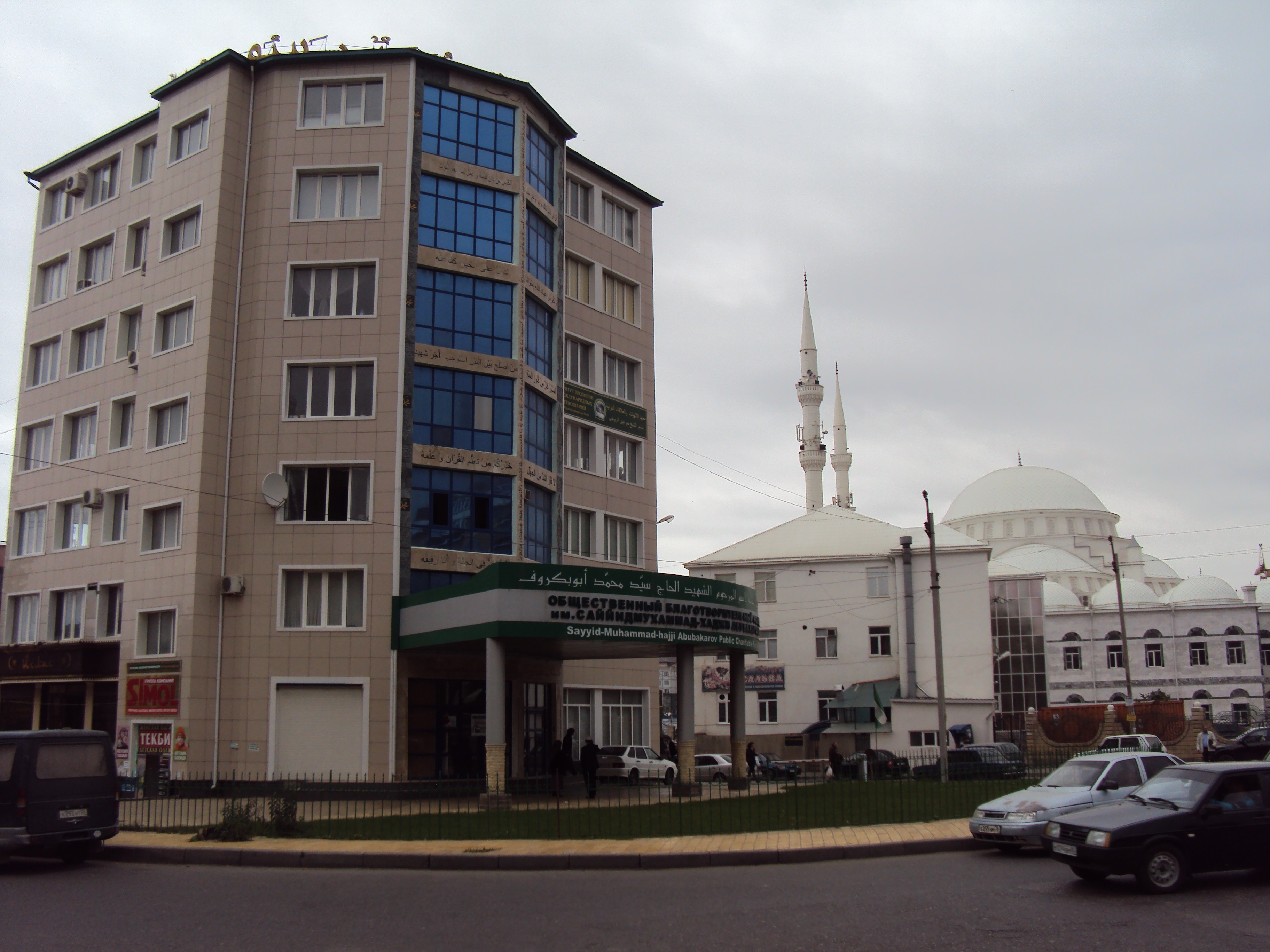
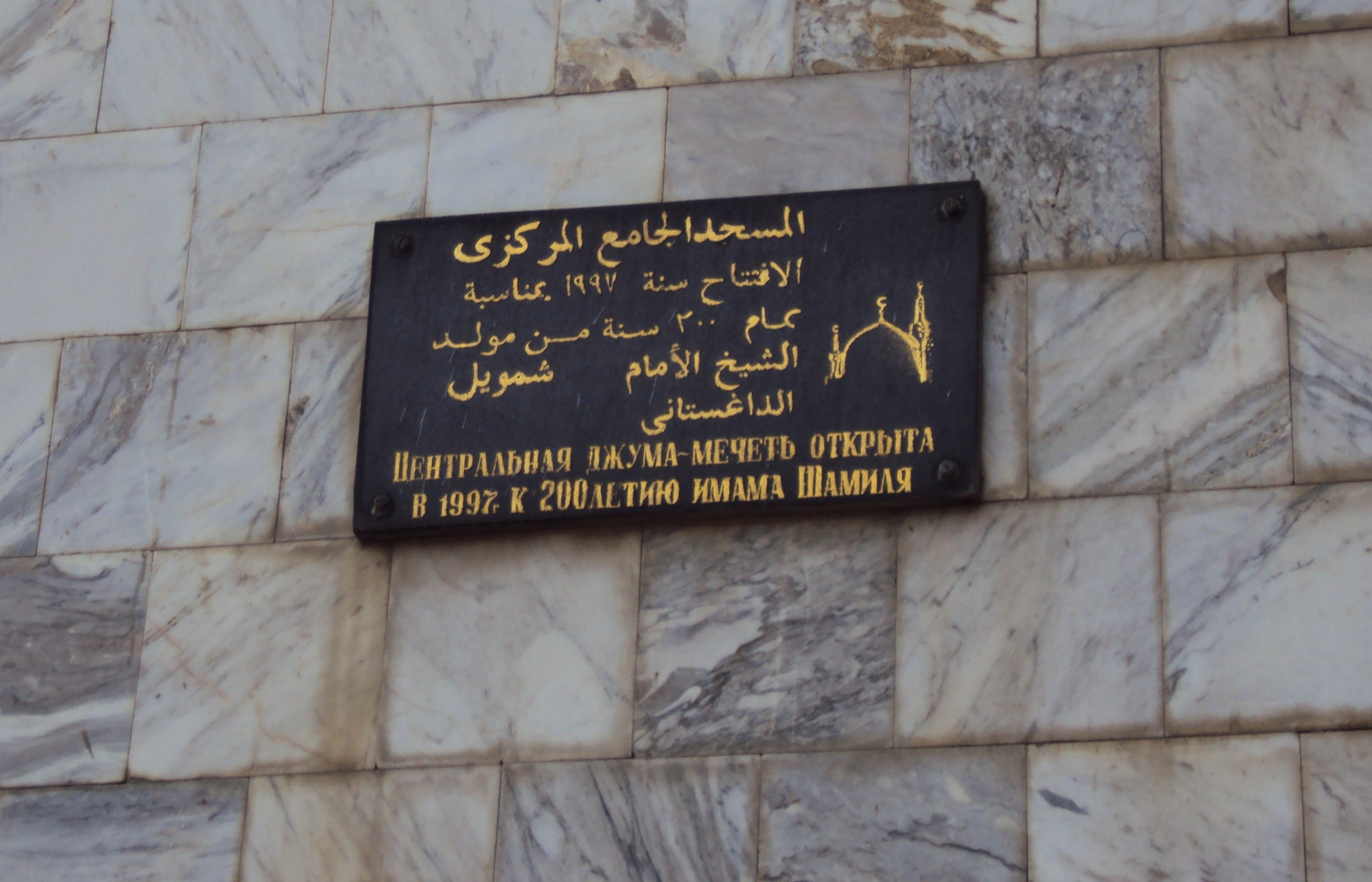
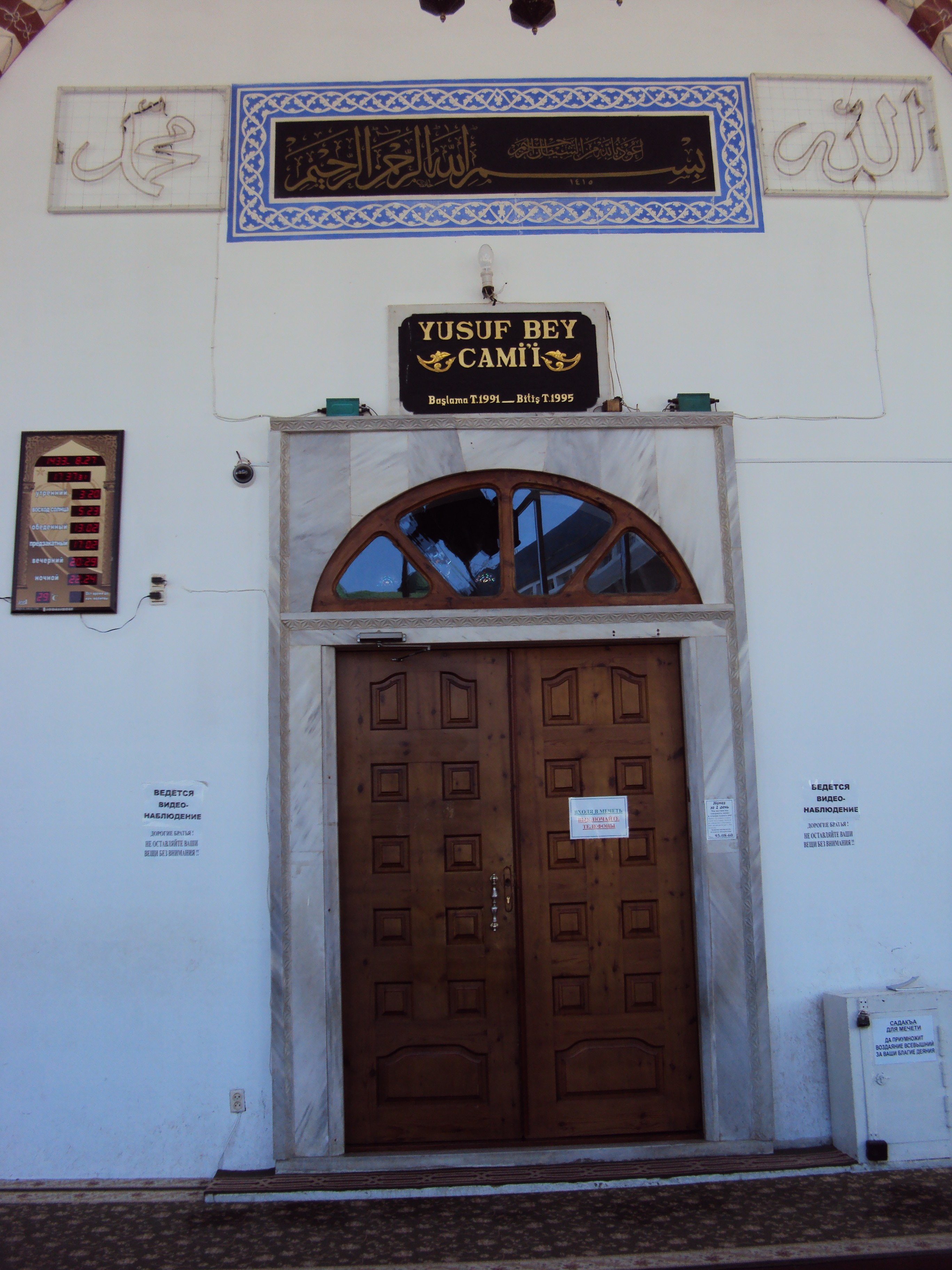
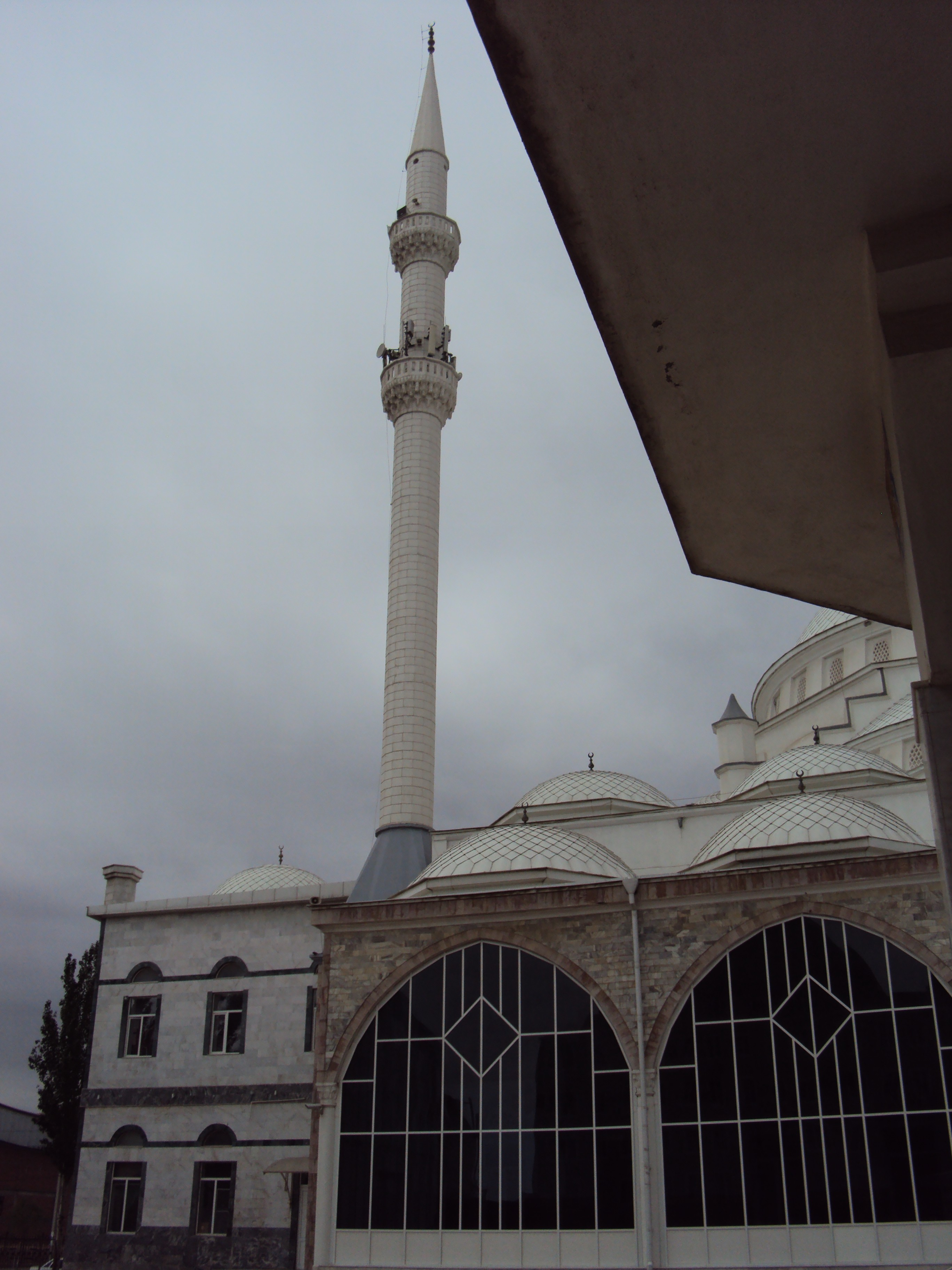
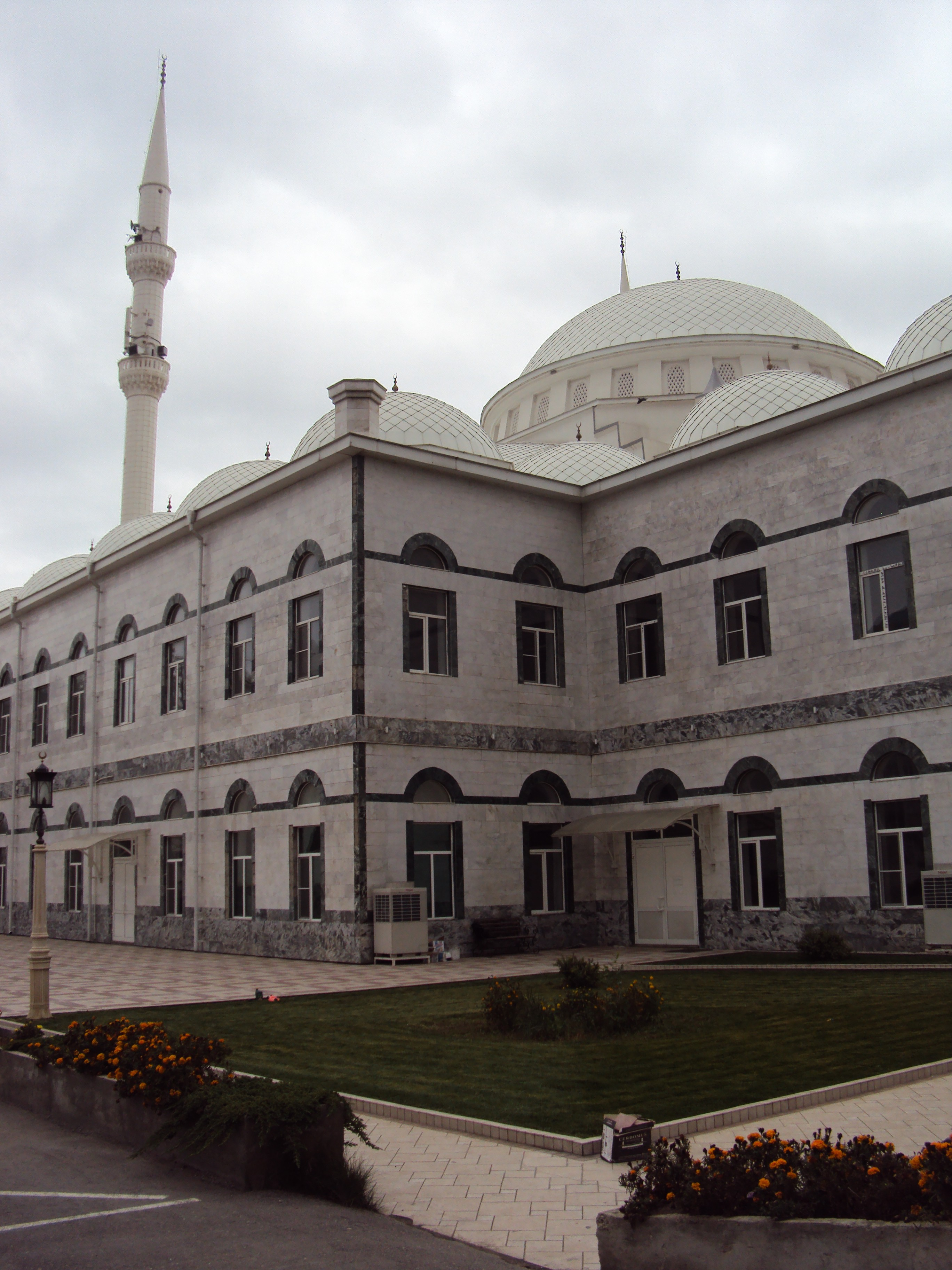
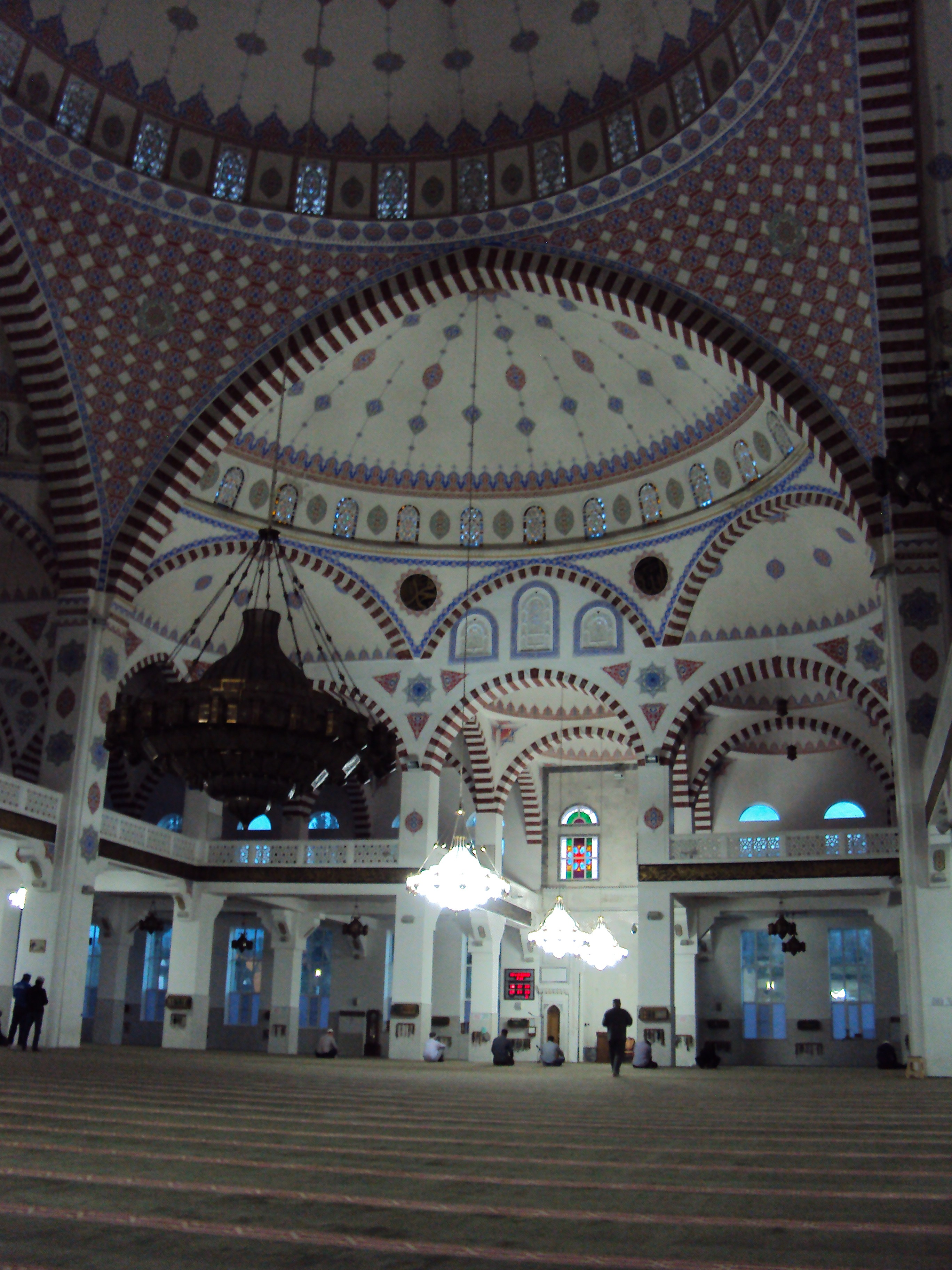
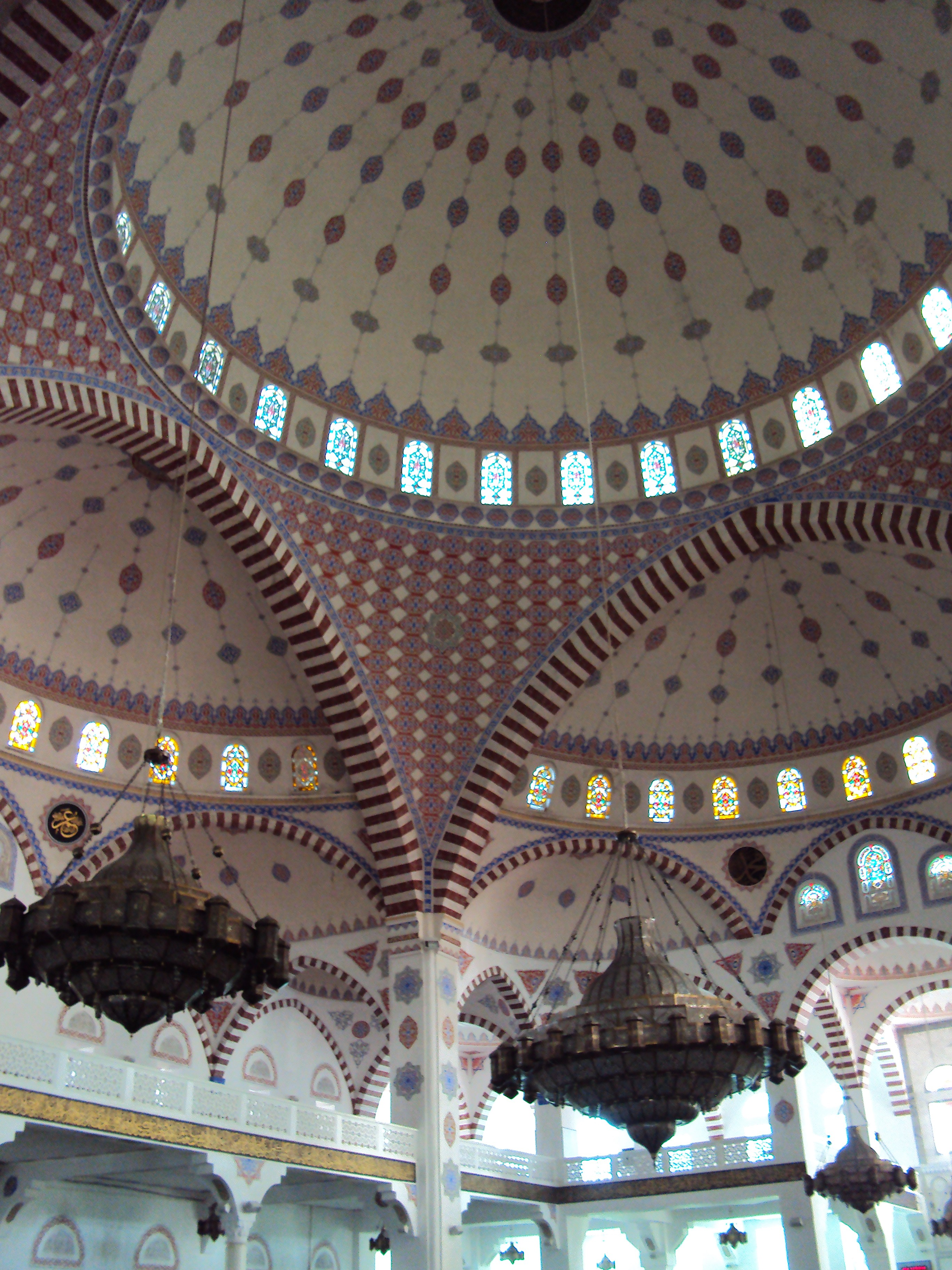
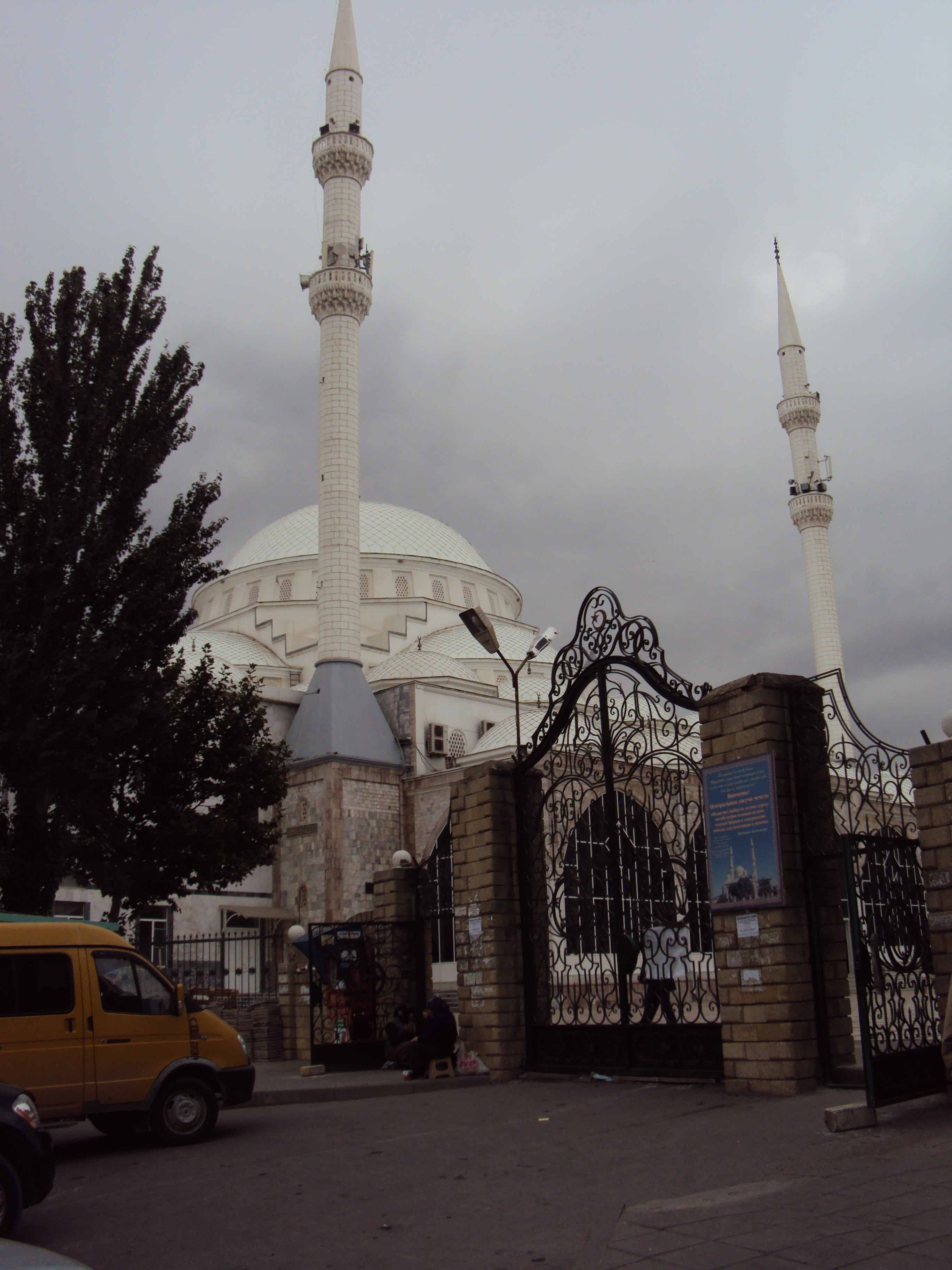